# Renascer de Jacarepaguá
Grêmio Recreativo Escola de Samba Renascer de Jacarepaguá é uma escola de samba da cidade do Rio de Janeiro, fundada a 2 de agosto de 1992, sediada no Largo do Tanque, na Baixada de Jacarepaguá.
Oriunda do bloco carnavalesco Bafo do Bode, fundado em 1958, a Renascer é uma das várias escolas que existem na região de Jacarepaguá.

## História
Após pouco mais de dez anos desde sua criação, sob a presidência de Antônio Salomão, a agremiação conseguiu alcançar em 2005 uma vaga no então chamado Grupo de acesso A, atualmente classificado como Série A, equivalente à segunda divisão do carnaval do Rio de Janeiro. Sua estreia no grupo foi avaliada positivamente pela mídia especializada, com especial destaque para as alegorias grandiosas desenvolvidas pelo carnavalesco estreante na agremiação, Lane Santana.
Os anos de 2006 e 2007 foram essenciais no processo de aquisição de experiência da equipe da escola em desfiles na Marquês de Sapucaí.
Após um rápido período de adaptação no grupo, no ano de 2008 a escola convidou a atriz Nívea Stelmann para ocupar o posto de rainha de bateria. A agremiação alcançou naquele ano a quarta colocação, até então sua melhor colocação no grupo e em toda sua trajetória competitiva no carnaval.
Em 2009, com um enredo sobre os meios de transporte intitulado Como Vai, Vai bem? Veio a Pé ou de Trem? dos carnavalescos Paulo Barros e Paulo Menezes, a escola de Jacarepaguá alcançou o vice-campeonato do Grupo de Acesso A. No somatório final, a agremiação perdeu o título por apenas sete décimos para a campeã União da Ilha.
No ano de 2010, o carnavalesco Paulo Barros permaneceu sob o comando artístico do carnaval da agremiação, formando parceria desta vez com Wagner Gonçalves. O enredo escolhido para aquele ano recebeu como título Aquaticopólis, em homenagem ao enredo criado por Fernando Pinto, em 1987 para a Mocidade Independente de Padre Miguel. A apresentação foi bem avaliada pelos julgadores, mas falhas técnicas que descumpriam o regulamento, especialmente no quesito Comissão de Frente, culminaram na perda de alguns décimos que levaram a escola de mais um hipotético vice-campeonato para a oitava posição.
Para 2011, inicialmente, a equipe da escola havia confirmado a permanência do carnavalesco Paulo Barros, que passaria a compor uma comissão de carnaval em conjunto com os profissionais Gustavo Melo, Tatiana de Mello, Alexandre Brites e Jorge Maciel. No entanto, Paulo Barros atuou apenas como consultor, indicando o carnavalesco Edson Pereira para desenvolver a estética do desfile da agremiação. Assim como no ano anterior, a água apareceu como tema central no enredo, denominado Águas de Março. O enredo fez uma homenagem às oito cidades do chamado Circuito das Águas. O desfile foi bem avaliado e a escola conquistou o campeonato do Grupo de Acesso, conquistando o direito de desfilar no ano seguinte no prestigiado Grupo Especial pela primeira vez em sua história. Uma polêmica, no entanto, marcou o campeonato: membros de outras agremiações acusaram o carnavalesco Edson Pereira de fazer uso de uma escultura apresentada no ano anterior pelo Acadêmicos do Salgueiro, o que infringia o regulamento. A denúncia foi desconsiderada pela associação que comandava o carnaval do Grupo de Acesso A na época, a LESGA.
No ano de 2012, a escola manteve a mesma equipe que realizou o carnaval do ano anterior. O enredo escolhido foi uma homenagem ao artista plástico Romero Brito. Em sua estreia no Grupo Especial, a agremiação terminou a apuração na última colocação, sendo rebaixada pela primeira vez em sua rápida história.
De volta à segunda divisão, em 2013, Paulo Barros retornou mais como consultor de carnaval. O desenvolvimento plástico ficou sob responsabilidade de uma nova comissão de carnaval formada por Tatiana Mello, Alexandre Brittes e Roberto Assis. Após mais de dez anos no comando da bateria, Mestre Paulão afastou-se do cargo, que passou a ser ocupado por Dinho, ex-auxiliar de bateria no Império Serrano. A proposta apresentada pela agremiação foi realizar um carnaval sustentável e ecologicamente correto, sem utilizar nenhum tipo de pena de origem animal. O desfile rendeu a oitava colocação à agremiação.
Em 2014, três importantes figuras na história da Renascer de Jacarepaguá se afastaram da agremiação: o intérprete Rogerinho, a coreógrafa Alice Arja e o diretor de carnaval Alexandre Brittes. Como reforços foram contratados os intérpretes Diego Nicolau e Evandro Mallandro. Marcelo Varanda assumiu o posto de diretor de carnaval e a comissão supervisionada por Paulo Barros foi desfeita. Marcus Ferreira estreou como carnavalesco, assinando um enredo em homenagem ao caricaturista Lan. Sem quadra de ensaios, devida a obra do TransCarioca, a escola decidiu em não fazer eliminatórias de sambas. Coube aos compositores Cláudio Russo e Moacyr Luz a responsabilidade de criar um samba em homenagem a Lan.  Apesar da composição musical ter sido elogiada pela mídia especializada, a escola passou por graves problemas financeiros para a realização de sua apresentação. Como resultado, a agremiação alcançou sua pior colocação até então na segunda divisão do carnaval, atingindo o décimo primeiro lugar.
Para o carnaval de 2015, a agremiação apostou mais uma vez em uma homenagem, desta vez ao cantor e compositor Candeia, morto em 1978. Sob nova presidência, com o comando de Kátia Paz, a escola mudou também de carnavalesco, assumindo no lugar de Marcus Ferreira o experiente Jorge Caribé. A Renascer seguiu encomendando seu samba para Moacyr Luz e Cláudio Russo, que agora recebem a companhia de Teresa Cristina. Mais uma vez em crise financeira aguda, o desenvolvimento do carnaval mostrou-se conturbado. A escola foi a sexta agremiação a desfilar no sábado de carnaval na Avenida Marquês de Sapucaí e terminou em nono lugar.
Em 2016 com desfile sobre São Cosme e Damião, estacionou em oitavo lugar. Já em 2017, apresentou o enredo "O Papel e o Mar" retratando um encontro fictício entre Carolina de Jesus e João Cândido. No time de compositores do samba-enredo, Teresa Cristina foi substituída por Diego Nicolau, um dos intérpretes da agremiação. Na avenida, a escola fez um desfile problemático e ficou com a décima posição. Após o carnaval, a escola sofreu uma baixa importante: o intérprete Evandro Malandro deixou a escola migrando para a Cubango, deixando Diego Nicolau sozinho no posto. Para 2018 a escola foi para a avenida com o tema "Renascer de Flechas e de Lobos" baseado na obra "A Floresta do Amazonas" de Heitor Villa Lobos. Durante a preparação do desfile, a escola enfrentou dois incêndios em seu barracão, localizado no centro do Rio. Ainda assim, consegue finalizar a concepção do desfile. Na apuração, a Renascer termina na nona colocação.
Em 2019, a Renascer leva para a avenida o enredo "Dois de Fevereiro no Rio Vermelho" que vai louvar a festa de Iemanjá no Rio Vermelho, em Salvador tendo como fio condutor a chegada dos negros no Brasil, ficando em sétimo lugar com um desfile bastante elogiado.
Já em 2020, a escola anunciou o enredo "Eu que te benzo, Deus que te cura", sobre as benzadeiras, fazendo diversas modificações, como o carnavalesco Ney Júnior substituindo a dupla Raphael Torres e Alexandre Rangel, que foram para a Cubango, o experiente Leonardo Bessa como intérprete oficial e a direção de carnaval com Macaco Branco, diretor de bateria da Vila Isabel, exercendo a função junto com Julinho Fonseca além de Dandara Oliveira assumir o posto de rainha de bateria. Faltando 30 dias para o desfile a escola troca seu casal de Mestre Sala e Porta Bandeira, saindo Luiz Augusto e Thainá Teixeira por Vinicius e Jackeline Pessanha. Na apuração, terminou na 13º colocação e consequentemente foi rebaixada para o Carnaval da Intendente Magalhães, deixando de desfilar na Sapucaí após quase duas décadas.
Para 2022, a escola trocou de presidente, sendo assumida por André Augusto, e trouxe o Plínio Santtos como seu carnavalesco, para fazer a reedição do enredo "Jacarepaguá, Fábrica de Sonhos", originalmente apresentado em 2007..

## Segmentos

### Presidentes
| Nome                    | Mandato                       | Ref.          |
| ----------------------- | ----------------------------- | ------------- |
| sem dados               | 1993-2001                     | [ 15 ]        |
| Vanderlei José da Silva | 2002                          | [ 15 ]        |
| sem dados               | 2003                          | [ 15 ]        |
| Vanderlei José da Silva | 2004                          | [ 15 ]        |
| Antonio Carlos Salomão  | 2005-2014                     | [ 15 ]        |
| Kátia Paz               | Outubro de 2014-março de 2015 | [ 16 ]        |
| Antonio Carlos Salomão  | 2015-2021                     | [ 17 ] [ 18 ] |
| André Augusto           | 2021-atualidade               |               |

### Intérpretes
| Carnavais       | Intérprete oficial             | Referências   |
| --------------- | ------------------------------ | ------------- |
| 2002–2004       | Antônio Carlos                 | [ 19 ]        |
| 2005–2013       | Rogerinho                      | [ 20 ]        |
| 2014-2017       | Diego Nicolau Evandro Malandro | [ 21 ] [ 22 ] |
| 2018-2019       | Diego Nicolau                  |               |
| 2020-atualidade | Leonardo Bessa                 | [ 18 ]        |

### Coreógrafos
| Período   | Nome              | Ref.   |
| --------- | ----------------- | ------ |
| 2014      | Fábio Batista     | [ 23 ] |
| 2015-2016 | Rafael Felix      | [ 24 ] |
| 2017-2019 | Tony Tara         |        |
| 2020      | Carlos Fontinelle | [ 18 ] |

### Casal de Mestre-sala e Porta-bandeira
| Período   | Nome                                     | Ref.   |
| --------- | ---------------------------------------- | ------ |
| 2005-2009 | Luiz Augusto Russier e Denadir Garcia    |        |
| 2010      | Marquinhos e Andréia                     |        |
| 2011-2012 | Fábio Júnior e Jéssica Ferreira          |        |
| 2013      | Thiaguinho Mendonça e Jéssica Ferreira   |        |
| 2014-2016 | Thiaguinho Mendonça e Amanda Poblete     | [ 25 ] |
| 2017      | Marlon Flores e Patrícia Cunha           |        |
| 2018      | Luiz Augusto Russier e Patrícia Cunha    |        |
| 2019      | Luiz Augusto Russier e Thainá Teixeira   |        |
| 2020      | Vinícius Pessanha e Jackeline Pessanha   |        |
| 2022      | Luiz Augusto Russier e Renatinha Tavares | [ 26 ] |

### Diretores
| Período   | Diretor de Carnaval                                                   | Diretor de harmonia                                                    | Mestre de bateria | Ref.              |
| --------- | --------------------------------------------------------------------- | ---------------------------------------------------------------------- | ----------------- | ----------------- |
| 2014      | Claudinho                                                             | Greg Tavares                                                           | Dinho Santos      | [ 7 ]             |
| 2015      | Saulo Tinoco                                                          | Caju e Leandro Germano                                                 | Dinho Santos      | [ 27 ] [ nota 1 ] |
| 2016      | Kengá                                                                 |                                                                        | Dinho Santos      |                   |
| 2017-2018 | Tatiana mello                                                         | Alexandre Almeida, Adriano Amaral Alexandre Dias, Cristiane Apolinário | Dinho Santos      |                   |
| 2019      | Alexandre Almeida, Adriano Amaral Tatiana Mello, Cristiane Apolinário | Alexandre Almeida, Adriano Amaral Tatiana Mello, Cristiane Apolinário  | Junior Sampaio    |                   |
| 2020      | Macaco Branco                                                         | Edvaldo Fonseca                                                        | Junior Sampaio    | [ 18 ]            |
| 2022      | Victor Rangel e Rogerio Lobo                                          | Victor Rangel e Rogerio Lobo                                           | Felipe D'lélis    |                   |

### Corte de Bateria
| Período     | Rainha             | Ref.          |
| ----------- | ------------------ | ------------- |
| 2006        | Rita Guedes        | [ 28 ]        |
| 2007        | Raquel Nunes       | [ 29 ]        |
| 2008 – 2009 | Nívea Stelmann     | [ 30 ] [ 31 ] |
| 2010        | Luize Altenhofen   | [ 32 ]        |
| 2011 – 2012 | Patrícia Nery      | [ 33 ] [ 34 ] |
| 2013        | Dani Vieira        | [ 35 ] [ 36 ] |
| 2014        | Gabriela Bayerlein | [ 37 ]        |
| 2015        | Mylla Ribeiro      | [ 38 ]        |
| 2016 – 2017 | Elaine Caetano     | [ 39 ] [ 40 ] |
| 2018 – 2019 | Silvinha Schreiber | [ 13 ]        |
| 2020        | Dandara Oliveira   | [ 12 ] [ 18 ] |
| 2022        | Anny Pellegrini    | [ 41 ]        |

## Carnavais
| Ano | Colocação | Divisão | Enredo | Carnavalesco | Ref.                               |
| --- | --- | --- | --- | --- | ---------------------------------- |
| 1993 | 6.º Lugar | Desfile de Avaliação (quinta divisão)                                                                                 | "Vamos falar de Maria" | Sérgio Kautzman e Armando Martins                                                                                     | [ 42 ] [ 43 ]                      |
| 1994 | 3.º Lugar | Desfile de Avaliação (quinta divisão)                                                                                 | "Vamos sambar que a festa é sua" | Sérgio Kautzman e Armando Martins                                                                                     | [ 44 ]                             |
| 1995 | 10.º Lugar (Rebaixada)                                                                                                | Grupo B (terceira divisão)                                                                                            | "Minha terra tem lagoas onde vivem os jacarés" | Sérgio Kautzman e Armando Martins                                                                                     | [ 43 ] [ 45 ]                      |
| 1996 | 7.º Lugar | Grupo D (quinta divisão)                                                                                              | "Hoje tem marmelada! Hoje tem alegria! Hoje tem Carequinha" | Sérgio Kautzman e Armando Martins                                                                                     | [ 43 ] [ 46 ]                      |
| 1997 | 5.º Lugar | Grupo D (quinta divisão)                                                                                              | "Alegria, alegria! O carnaval é isso aí!" | Sérgio Kautzman e Armando Martins                                                                                     | [ 43 ] [ 47 ]                      |
| 1998 | 9.º Lugar | Grupo D (quinta divisão)                                                                                              | "Sol e chuva, casamento de viúva" | Sérgio Kautzman e Armando Martins                                                                                     | [ 43 ] [ 48 ]                      |
| 1999 | Campeã | Grupo D (quinta divisão)                                                                                              | "A saudade mata a gente, morena" | Sandro Gomes | [ 43 ] [ 49 ]                      |
| 2000 | Vice-campeã (Acesso)                                                                                                  | Grupo C (quarta divisão)                                                                                              | "O início da história - Com certidões e vitórias" | Sandro Gomes | [ 50 ]                             |
| 2001 | 7.º Lugar | Grupo B (terceira divisão)                                                                                            | "Ousadia de um homem à frente de seu tempo - Nelson Carneiro" (Samba-enredo composto por: Jorge Trivela, Maurício do Boné, Serginho Percussão, Helenir, Marcelinho e Chico Mé)                                                                                      | Sandro Gomes | [ 51 ]                             |
| 2002 | 8.º Lugar | Grupo B (terceira divisão)                                                                                            | "Dos dias de Reis aos contos históricos nos 500 anos de Angra" (Samba-enredo composto por: Melo, Gilmar, Gilberto e Ricardo) | Sandro Gomes | [ 52 ] [ 53 ]                      |
| 2003 | 3.º Lugar | Grupo B (terceira divisão)                                                                                            | "Arre égua! Hoje nós vamos pras comédias!" (Samba-enredo composto por: Leo Nunes, Silas Nascimento e Ailton) | Ricardo Costa e Wagner Gonçalves                                                                                      | [ 54 ]                             |
| 2004 | Vice-campeã (Acesso)                                                                                                  | Grupo B (terceira divisão)                                                                                            | "A riqueza da criação em cada canto desse chão" (Samba-enredo composto por: Aluísio Machado, Luisinho Oliveira, Jorge Lourinho, Alexandre Valle e Henrique Guerra)                                                                                                  | Sandro Gomes | [ 55 ]                             |
| 2005 | 8.º Lugar | Grupo A (segunda divisão)                                                                                             | "Espelho, espelho meu!" (Samba-enredo composto por: Jayme Cesar, Ivani Ramos, Ciganerey, Marcelo Silva, Nilson Castro, Julinho Cá, Jeffinho do Amaral) | Lane Santana | [ 56 ] [ 57 ]                      |
| 2006 | 5.º Lugar | Grupo A (segunda divisão)                                                                                             | "A divina comédia brasileira" (Samba-enredo composto por: Cláudio Russo, Carlinhos do Cavaco, Julinho Cá e Jefinho do Amaral) | Lane Santana | [ 58 ] [ 59 ]                      |
| 2007 | 6.º Lugar | Grupo A (segunda divisão)                                                                                             | "Jacarepaguá - Fabrica de sonhos" (Samba-enredo composto por: Cláudio Russo, Carlinhos Detran, Marquinhos, Flavinho do cavaco, André Malheiros e Julinho Cá) | Comissão de Carnaval (Sérgio Silva, Léo Moraes, Alice Arja e Ilana Xavier)                                            | [ 2 ] [ 60 ] [ 61 ]                |
| 2008 | 4.º Lugar | Grupo A (segunda divisão)                                                                                             | "É chegado a Portugal o tempo de padecer, se te oprimem a cruel França sorte melhor hás de ter" (Samba-enredo composto por: Adriano Cesário, Josemar, Teleco e Julião)                                                                                              | Sérgio Silva e Léo Moraes                                                                                             | [ 2 ] [ 62 ] [ 63 ]                |
| 2009 | Vice-campeã | Grupo A (segunda divisão)                                                                                             | "Como vai, vai bem? Veio a pé ou de trem?" (Samba-enredo composto por: Gabriel da Penha, Leandro Nogueira, Luiz Gustavo, Deco e Hélio Luna) | Paulo Barros e Paulo Menezes                                                                                          | [ 2 ] [ 64 ] [ 65 ] [ 66 ]         |
| 2010 | 8.º Lugar | Grupo A (segunda divisão)                                                                                             | "Aquaticópolis" (Samba-enredo composto por: Cláudio Russo, Adriano Cesário, Tinga, Fábio Costa e Beto Lima) | Paulo Barros e Wagner Gonçalves                                                                                       | [ 2 ] [ 67 ] [ 68 ] [ 69 ]         |
| 2011 | Campeã | Grupo A (segunda divisão)                                                                                             | "Águas de março" (Samba-enredo composto por: Jayme César, Maurinho Valle, Di Bamba, Carlos Dias e André Kaballa) | Edson Pereira | [ 70 ] [ 71 ] [ 72 ]               |
| 2012 | 13.º Lugar (Rebaixada)                                                                                                | Grupo Especial | "Romero Brito: O artista da alegria, dá o tom na folia" (Samba-enredo composto por: Cláudio Russo, Adriano Cesário, Fabio Costa e Isaac) | Edson Pereira | [ 73 ] [ 74 ] [ 75 ]               |
| 2013 | 8.º Lugar | Série A (segunda divisão)                                                                                             | "Rio, uma viagem alucinante!" (Samba-enredo composto por: Deco, Gabriel da Penha, Igor do Cavaco, Leandro Nogueira e Luiz Gustavo) | Comissão de Carnaval (Tatiana Mello, Alexandre Brittes e Roberto Assis)                                               | [ 76 ] [ 77 ] [ 78 ] [ 78 ] [ 79 ] |
| 2014 | 11.º Lugar | Série A (segunda divisão)                                                                                             | "Olhar caricato - Simplesmente Lan" (Samba-enredo composto por: Cláudio Russo e Moacyr Luz) | Marcus Ferreira | [ 7 ] [ 8 ] [ 9 ] [ 80 ]           |
| 2015 | 9.º Lugar | Série A (segunda divisão)                                                                                             | "Manifesto ao povo em forma de arte!" (Samba-enredo composto por: Cláudio Russo, Tereza Cristina e Moacyr Luz) | Jorge Caribé | [ 81 ]                             |
| 2016 | 8.º Lugar | Série A (segunda divisão)                                                                                             | "Ibejís - Nas brincadeiras de crianças: Os orixás que viraram santos no Brasil..." (Samba-enredo composto por: Cláudio Russo, Tereza Cristina e Moacyr Luz) | Jorge Caribé | [ 82 ]                             |
| 2017 | 10.º Lugar | Série A (segunda divisão)                                                                                             | "O papel e o mar" (Samba-enredo composto por: Cláudio Russo, Moacyr Luz e Diego Nicolau) | Raphael Torres e Alexandre Rangel                                                                                     | [ 83 ]                             |
| 2018 | 9.º Lugar | Série A (segunda divisão)                                                                                             | "Renascer de flechas e de lobos" (Samba-enredo composto por: Cláudio Russo, Moacyr Luz e Diego Nicolau) | Raphael Torres e Alexandre Rangel                                                                                     | [ 84 ]                             |
| 2019 | 7.º Lugar | Série A (segunda divisão)                                                                                             | "Dois de fevereiro no Rio Vermelho" (Samba-enredo composto por: Cláudio Russo, Moacyr Luz e Diego Nicolau) | Raphael Torres e Alexandre Rangel                                                                                     | [ 85 ]                             |
| 2020 | 13.º Lugar (Rebaixada)                                                                                                | Série A (segunda divisão)                                                                                             | Eu que te Benzo Deus que te Cura (Samba-enredo composto por: Cláudio Russo, Moacyr Luz e Diego Nicolau) | Ney Junior | [ 18 ] [ 86 ]                      |
| Inicialmente adiados para o mês de julho, os desfiles do Carnaval 2021 foram cancelados devido a pandemia de Covid-19 | Inicialmente adiados para o mês de julho, os desfiles do Carnaval 2021 foram cancelados devido a pandemia de Covid-19 | Inicialmente adiados para o mês de julho, os desfiles do Carnaval 2021 foram cancelados devido a pandemia de Covid-19 | Inicialmente adiados para o mês de julho, os desfiles do Carnaval 2021 foram cancelados devido a pandemia de Covid-19 | Inicialmente adiados para o mês de julho, os desfiles do Carnaval 2021 foram cancelados devido a pandemia de Covid-19 | [ 87 ]                             |
| 2022 | 2.º Lugar | Série Prata (Sexta-feira) (terceira divisão)                                                                          | Jacarepaguá - Fábrica de Sonhos (Reedição do enredo de 2007) (Samba-enredo composto por: Cláudio Russo, Carlinhos Detran, Marquinhos, Flavinho do Cavaco, André Malheiros e Julinho Cá)                                                                             | Plínio Santtos | [ 88 ]                             |
| 2023 | 2.º Lugar | Série Prata (Sábado) (terceira divisão)                                                                               | O Afro-Brasil Reluzente de Nei Lopes (Samba-enredo composto por: Cláudio Russo, Jefferson Oliveira, Julio Alves, Leonardo Bessa, Moacyr Luz e Valtinho Botafogo) | Plinio Santtos | [ 89 ]                             |
| 2024 | 2.º Lugar | Série Prata (Sexta-feira) (terceira divisão)                                                                          | Ubuntu - Do berço ancestral, um ideal pra mudar o mundo (Samba-enredo composto por: Márcio André Filho, Inácio Rios, Diogo Nogueira, Arlindinho Cruz, Igor Federal, Vaguinho, Marcelo Valencia, Igor Leal, Marcio André, Daniel Kattar, Fábio TRF e Leonardo Bessa) | Rodrigo Pacheco | [ 90 ]                             |
| 2025 | 4.º Lugar | Série Prata (terceira divisão)                                                                                        | Aqualtune, a Inspiração Forjada em Pele Preta | Rodrigo Pacheco | [ 91 ] [ 92 ]                      |
| 2026 | | Série Prata (terceira divisão)                                                                                        | A Divina Comédia Brasileira (Reedição do enredo de 2006) (Samba-enredo composto por: Cláudio Russo, Carlinhos do Cavaco, Julinho Cá e Jefinho do Amaral) | Rodrigo Pacheco |                                    |

## Títulos
| Divisão | Divisão         | Títulos | Carnavais |
|         | Segunda Divisão | 1       | 2011      |
|         | Quinta Divisão  | 1       | 1999      |

- Commons

## Premiações
Prêmios recebidos pelo GRES Renascer de Jacarepaguá.
| Ano  | Prêmio                | Categoria / premiados | Divisão        | Ref.            |
| ---- | --------------------- | --- | -------------- | --------------- |
| 2002 | S@mba-Net             | Comissão de frente | Grupo B        | [ 93 ]          |
| 2003 | S@mba-Net             | Enredo ("Arre égua! Hoje nós vamos pras comédias!") | Grupo B        | [ 94 ]          |
| 2003 | S@mba-Net             | Comissão de frente (Coreógrafa responsável: Alice Arja) | Grupo B        | [ 94 ]          |
| 2003 | S@mba-Net             | Ala de passistas | Grupo B        | [ 94 ]          |
| 2003 | S@mba-Net             | Conjunto de fantasias | Grupo B        | [ 94 ]          |
| 2004 | S@mba-Net             | Enredo ("A riqueza da criação em cada canto deste chão") | Grupo B        | [ 95 ]          |
| 2004 | S@mba-Net             | Comissão de frente (Coreógrafa responsável: Alice Arja) | Grupo B        | [ 95 ]          |
| 2004 | S@mba-Net             | Ala de baianas | Grupo B        | [ 95 ]          |
| 2004 | S@mba-Net             | Conjunto de fantasias | Grupo B        | [ 95 ]          |
| 2004 | Troféu Jorge Lafond   | Casal de Mestre-sala e Porta-bandeira (Jeferson e Denadir) | Grupo B        | [ 96 ]          |
| 2004 | Troféu Jorge Lafond   | Conjunto alegórico | Grupo B        | [ 96 ]          |
| 2005 | S@mba-Net             | Enredo ("Espelho, espelho meu") | Grupo A        | [ 97 ]          |
| 2005 | S@mba-Net             | Ala de baianas | Grupo A        | [ 97 ]          |
| 2005 | Troféu Jorge Lafond   | Enredo ("Espelho, espelho meu") | Grupo A        | [ 98 ]          |
| 2005 | Troféu Jorge Lafond   | Ala de passistas | Grupo A        | [ 98 ]          |
| 2005 | Troféu Jorge Lafond   | Revelação (Lane Santana) | Grupo A        | [ 98 ]          |
| 2006 | S@mba-Net             | Ala ("O Leão") | Grupo A        | [ 99 ]          |
| 2006 | Troféu Jorge Lafond   | Bateria (Mestre Paulão) | Grupo A        | [ 100 ]         |
| 2006 | Troféu Jorge Lafond   | Intérprete (Rogerinho) | Grupo A        | [ 100 ]         |
| 2006 | Troféu Jorge Lafond   | Casal de Mestre-sala e Porta-bandeira (Luiz Augusto Felipe e Denadir Garcia) | Grupo A        | [ 100 ]         |
| 2006 | Troféu Jorge Lafond   | Comissão de frente (Coreógrafa responsável: Alice Arja) | Grupo A        | [ 100 ]         |
| 2006 | Troféu Jorge Lafond   | Melhor destaque | Grupo A        | [ 100 ]         |
| 2007 | S@mba-Net             | Comissão de frente (Coreógrafa responsável: Alice Arja) | Grupo A        | [ 101 ]         |
| 2007 | S@mba-Net             | Ala de crianças | Grupo A        | [ 101 ]         |
| 2007 | Troféu Jorge Lafond   | Comissão de frente (Coreógrafa responsável: Alice Arja) | Grupo A        | [ 102 ]         |
| 2007 | Troféu Parangolé      | Sérgio Eduardo, Léo Moraes, Ilana Xavier e Alice Arja (Pelo trabalho de escultura apresentado na avenida "Work in Progress"; Pelo destaque com esplendor de balões infláveis – pesquisa de materiais; e pela comissão de frente integrada ao carro abre-alas – ousadia na performance) | Grupo A        | [ 103 ]         |
| 2008 | Troféu Jorge Lafond   | Comissão de frente (Coreógrafa responsável: Alice Arja) | Grupo A        | [ 104 ]         |
| 2008 | Troféu Jorge Lafond   | Harmonia (Diretor responsável: Luís Carlos) | Grupo A        | [ 104 ]         |
| 2009 | S@mba-Net             | Samba-enredo ("Como vai, vai bem? Veio a pé ou veio de trem?" - Compositores: Gabriel da Penha, Leandro Nogueira, Luiz Gustavo, Deco e Hélio Luna) | Grupo A        | [ 105 ]         |
| 2009 | S@mba-Net             | Casal de Mestre-sala e Porta-bandeira (Luis Augusto e Denadir) | Grupo A        | [ 105 ]         |
| 2009 | Troféu Jorge Lafond   | Samba-enredo ("Como vai, vai bem? Veio a pé ou veio de trem?" - Compositores: Gabriel da Penha, Leandro Nogueira, Luiz Gustavo, Deco e Hélio Luna) | Grupo A        | [ 106 ]         |
| 2009 | Troféu Jorge Lafond   | Comissão de frente (Coreógrafa responsável: Alice Arja) | Grupo A        | [ 106 ]         |
| 2009 | Troféu Rádio Manchete | Samba-enredo ("Como vai, vai bem? Veio a pé ou veio de trem?" - Compositores: Gabriel da Penha, Leandro Nogueira, Luiz Gustavo, Deco e Hélio Luna) | Grupo A        | [ 107 ]         |
| 2010 | S@mba-Net             | Enredo ("Aquaticópolis") | Grupo A        | [ 108 ]         |
| 2010 | S@mba-Net             | Ala "Lazer - Baleia Boat" | Grupo A        | [ 108 ]         |
| 2010 | Tupi Carnaval Total   | Melhor escola | Grupo A        | [ 109 ]         |
| 2011 | Gato de Prata         | Intérprete (Rogerinho) | Grupo A        | [ 110 ]         |
| 2011 | S@mba-Net             | Ala de passistas | Grupo A        | [ 111 ]         |
| 2012 | Plumas & Paetês       | Escultor (Rossy Amoedo) | Grupo Especial | [ 112 ]         |
| 2012 | Plumas & Paetês       | Iluminador (Luiz Antonio Silva Pereira) | Grupo Especial | [ 112 ]         |
| 2014 | SRZD-Carnaval         | Samba-enredo ("Olhar caricato - Simplesmente Lan" - Compositores: Cláudio Russo e Moacyr Luz) | Série A        | [ 113 ] [ 114 ] |
| 2014 | Troféu Jorge Lafond   | Samba-enredo ("Olhar caricato - Simplesmente Lan" - Compositores: Cláudio Russo e Moacyr Luz) | Série A        | [ 115 ]         |
| 2014 | Troféu Jorge Lafond   | Porta-bandeira (Amanda Poblete) | Série A        | [ 115 ]         |
| 2014 | Troféu Apoteose       | Porta-bandeira (Amanda Poblete) | Série A        | [ 116 ]         |
| 2015 | Estandarte de Ouro    | Samba-enredo ("Candeia! Manifesto ao povo em forma de arte!" - Compositores: Cláudio Russo, Teresa Cristina e Moacyr Luz) | Série A        | [ 117 ]         |
| 2015 | SRZD-Carnaval         | Samba-enredo ("Candeia! Manifesto ao povo em forma de arte!" - Compositores: Cláudio Russo, Teresa Cristina e Moacyr Luz) | Série A        | [ 118 ]         |
| 2015 | Gato de Prata         | Samba-enredo ("Candeia! Manifesto ao povo em forma de arte!" - Compositores: Cláudio Russo, Teresa Cristina e Moacyr Luz) | Série A        | [ 119 ]         |
| 2015 | Troféu Jorge Lafond   | Samba-enredo ("Candeia! Manifesto ao povo em forma de arte!" - Compositores: Cláudio Russo, Teresa Cristina e Moacyr Luz) | Série A        | [ 120 ]         |
| 2015 | Troféu Jorge Lafond   | Porta-bandeira (Amanda Poblete) | Série A        | [ 120 ]         |
| 2015 | Estrela do Carnaval   | Samba-enredo ("Candeia! Manifesto ao povo em forma de arte!" - Compositores: Cláudio Russo, Teresa Cristina e Moacyr Luz) | Série A        | [ 121 ]         |
| 2015 | Estrela do Carnaval   | Casal de Mestre-sala e Porta-bandeira (Thiago Mendonça e Amanda Poblete) | Série A        | [ 121 ]         |
| 2015 | S@mba-Net             | Casal de Mestre-sala e Porta-bandeira (Thiago Mendonça e Amanda Poblete) | Série A        | [ 122 ] [ 123 ] |
| 2016 | Gato de Prata         | Porta-bandeira (Amanda Poblete) | Série A        | [ 124 ] [ 125 ] |
| 2016 | Gato de Prata         | Mestre-sala (Thiago Mendonça) | Série A        | [ 124 ] [ 125 ] |
| 2016 | Troféu Jorge Lafond   | Mestre-sala (Thiago Mendonça) | Série A        | [ 126 ]         |
| 2016 | Troféu Sambista       | Casal de Mestre-sala e Porta-bandeira (Thiago Mendonça e Amanda Poblete) | Série A        | [ 127 ] [ 128 ] |
| 2016 | S@mba-Net             | Enredo ("Ibejís - Nas brincadeiras de crianças: Os orixás que viraram santos no Brasil...") | Série A        | [ 129 ] [ 130 ] |
| 2016 | S@mba-Net             | Conjunto de fantasias | Série A        | [ 129 ] [ 130 ] |
| 2016 | Prêmio Machine        | Diretor de bateria (Mestre Dinho) | Série A        | [ 131 ] [ 132 ] |
| 2016 | Prêmio Machine        | Ala de passistas | Série A        | [ 131 ] [ 132 ] |